# Shikharpur (Makwanpur)
Shikharpur (nepalski: शिखरपुर) – gaun wikas samiti w środkowej części Nepalu w strefie Narajani w dystrykcie Makwanpur. Według nepalskiego spisu powszechnego z 2001 roku liczył on 823 gospodarstw domowych i 4854 mieszkańców (2439 kobiet i 2415 mężczyzn).